# Gullsby
Gullsby is een plaats in de gemeente Sunne in het landschap Värmland en de provincie Värmlands län in Zweden. De plaats heeft 69 inwoners (2010) en een oppervlakte van 25 hectare.